# Role Models
Role Models (titulada en España como Mal ejemplo y en Hispanoamérica como Un par nada ejemplar) es una comedia estadounidense estrenada en 2008 acerca de dos jóvenes que deben realizar 150 horas de trabajos comunitarios como castigo por varios delitos. La película está protagonizada por Paul Rudd, Seann William Scott, Christopher Mintz-Plasse, Bobb'e J. Thompson y  Elizabeth Banks.

## Sinopsis
Danny (Paul Rudd) y Wheeler (Seann William Scott) son dos vendedores que, tras estrellar la camioneta de la empresa, el juez les da a elegir entre un mes de cárcel o trabajos a favor de la comunidad con jóvenes. A regañadientes, aceptan la segunda opción y se ven al cargo de un adolescente asocial (Christopher Mintz-Plasse) y un chico de diez años muy maleducado (Bobb'e J. Thompson).

## Argumento
Danny y Wheeler son vendedores que promocionan la bebida energética "Minotauro", supuestamente para mantener a los niños alejados de las drogas . A Wheeler le encanta el trabajo, mientras que Danny lo considera inútil y sin futuro , lo que lo deprime y lo cansa. La actitud de Danny provoca el colapso de su relación con Beth, quien rompe con él tras una propuesta impulsiva.
Después de una presentación fallida en una escuela secundaria, el camión Minotauro de Danny y Wheeler es remolcado desde la zona de prohibido estacionar. Danny intenta liberar el camión y choca contra una estatua después de casi golpear a un guardia de seguridad. Son arrestados y acusados. Beth hace un trato con el juez: deben realizar 150 horas de servicio comunitario durante los próximos 30 días, en lugar de 30 días de prisión. Su servicio es con Sturdy Wings, un programa de hermanos mayores dirigido por Gayle Sweeny, una adicta en recuperación. Wheeler recibe a Ronnie Shields, un joven vulgar que ha ahuyentado a todos los demás "grandes" con los que ha sido emparejado. A Danny se le asigna Augie Farks, un adolescente tímido obsesionado con un LARPG medieval llamado "LAIRE" (Exploradores de juegos de rol interactivos de acción en vivo).
Danny no encuentra puntos en común con Augie, mientras que a Ronnie no le gusta Wheeler. Danny considera darse por vencido y elegir la cárcel, pero Wheeler lo convence de no hacerlo por temor a una posible violación allí . Vinculándose poco a poco con sus “pequeños”; Ronnie y Wheeler hablan de haber sido abandonados por sus padres, mientras Danny aprende sobre el reino de fantasía medieval de Augie. Ronnie se entera de la banda favorita de Wheeler, Kiss , y descubre que Wheeler comparte su obsesión por los senos , que Wheeler le enseña a controlar. Danny y Augie se unen al descubrir que ambos están involucrados en el programa Sturdy Wings en contra de su voluntad. Danny se une a LAIRE de Augie e intenta volver con Beth, quien insiste en que permanezcan separados.
La buena suerte de Danny y Wheeler dura poco. Cuando Augie se acerca sigilosamente al rey de LAIRE, Argotron, el rey miente y les dice a todos que mató a Augie. Defendiendo a Augie, Danny confronta y empuja al Rey, lo que lo expulsa permanentemente de LAIRE. Más tarde, durante la cena, Danny reprende a la madre de Augie y a su novio por burlarse de los intereses de Augie. Mientras echan a Danny de la casa, él responde: "Me emocionaría si fuera mi hijo". Mientras tanto, Wheeler lleva a Ronnie a una fiesta, pero lo deja sin supervisión, lo que hace que Ronnie camine solo a casa. Cuando los padres de ambos niños piden nuevos mentores a Sturdy Wings, Gayle expulsa a Danny y Wheeler del programa, lo que hace que ambos hombres enfrenten una sentencia de prisión. Aunque Beth acepta defender a Danny y Wheeler en la corte, les advierte que lo más probable es que los envíen a prisión.
Wheeler obtiene permiso de Karen para salir con Ronnie una vez que salga de prisión, y Ronnie lo perdona. Danny convence al rey Argotron para que le permita a él y a Augie luchar en la batalla real. Sin embargo, el Rey advierte en secreto a los demás miembros del "país" LAIRE de Augie, Xanthia, que permitir que Augie pelee con ellos conducirá a una severa represalia en el juego. Llaman a Augie para decirle que es un lastre y lo expulsan del grupo. Danny y Augie forman un nuevo país LAIRE al pedirle a Wheeler y Ronnie que se unan a ellos. Llegan con disfraces de Wheeler's Kiss y un camión Minotauro con el tema de Kiss, nombrando a su país "Kiss-My-Anthia". Augie finalmente derrota al rey, pero Sarah, una jugadora oculta que se hace llamar Esplen en LAIRE, ataca y derrota a Augie; Coronada como nueva reina, elige a Augie como su rey consorte. Los padres de Augie comienzan a mostrarle más apoyo.
Impresionada de que Wheeler y Danny cuiden de los niños, Gayle limpia sus nombres con el juez. Danny le da una serenata a Beth con una interpretación de la canción de Kiss " Beth " y se reconcilian.

## Producción
Dirigida y coescrita por David Wain (Los diez locos mandamientos), la película se pregunta qué pasaría si dos tipos inmaduros se vieran obligados a ayudar a jóvenes en problemas. Las aventuras y desventuras de los protagonistas cuentan con el humor que caracteriza al género, así como situaciones disparatadas, diálogos ingeniosos y algún momento de ternura.
Seann William Scott, conocido por su papel en la saga American Pie, interpreta el papel de un fanático de Kiss, en especial de Paul Stanley, que da vida a un vendedor obsesionado con las fiestas que tiene que ayudar a un doceañero (Bobb'e J. Thompson) para que deje de decir palabras malsonantes. Su amigo y contrapunto en la gran pantalla es Paul Rudd, actor habitual en las comedias de Judd Apatow (Virgen a los 40, Knocked Up). En esta ocasión interpreta a un hombre amargado por sus rupturas sentimentales que no puede evitar dar una imagen irónica de la vida a un joven (Christopher Mintz-Plasse, Superbad) adicto a los juegos de rol. La presencia femenina corre a cargo de Elizabeth Banks (Meet Dave) y Jane Lynch (The Rocker).